# FM (série télévisée)
Pour les articles homonymes, voir FM.
FM est une série télévisée britannique en six épisodes de 22 minutes créée par Ian Curtis et Oliver Lansley et diffusée entre le 25 février et le 1er avril 2009 sur la chaîne ITV2.
Cette série est inédite dans tous les pays francophones.

## Synopsis
FM est une sitcom qui suit un groupe d'amis tentant d'animer chaque jour un show sur une station de radio londonienne fictive nommée Skin FM.

## Distribution
- Chris O'Dowd : Lindsay Carol
- Kevin Bishop : Dom Cox
- Nina Sosanya : Jane Edwards

## Épisodes
1. Last Night a DJ Saved My Life
2. System Addict
3. Return to Sender
4. Golden Ladyonon
5. Video Killed The Radio Staronon
6. Blinded by the Light

## Groupes
Dans chaque épisode, l'émission reçoit un groupe réel qui interprète un titre en live.
1. Kriss Kross - Guillemots
2. Circuitboard City – The Wombats
3. Paris is Burning - Ladyhawke
4. Alright - The Subways
5. See You Twice - Sway
6. You Cross My Path - The Charlatans

## Caméos
Des artistes célèbres font également des apparitions dans cette série.
1. Justin Hawkins, Marianne Faithfull

## Bande originale
Le thème de la série est également prétexte à une bande originale rock assez impressionnante :
Épisode 1 :
- Elizabeth – Kid British
- Never Miss a Beat – Kaiser Chiefs
- Beginning of the Twist - Futureheads
- Rather Be – The Verve
- Geraldine – Glasvegas
- Weekends and Bleakdays – Young Knives
- It’s Not OK – The Enemy
- Good Days Bad Days – Kaiser Chiefs

Épisode 2 :
- The Fear - Lily Allen
- Always Where I Need To Be - The Kooks
- Yours - Dan Black
- Think Tonight – Futureheads
- Sunday - Bloc Party
- To Lose My Life - White Lies
- Don't Give Up - The Noisettes
- Bang Bang Your Dead - Dirty Pretty Things

Épisode 3 :
- Been Caught Stealing - Jane's Addiction